# Затура: Космічна пригода
«Затура: Космічна пригода» (англ. Zathura: A Space Adventure) — американський науково-фантастичний пригодницький фільм 2005 року режисера Джона Фавро.

## Сюжет
Коли батько йде на роботу, доручаючи турботу про братів своїй старшій дочці Лізі, шестирічний Денні й десятирічний Волтер зазвичай розважаються тим, що дратуючи й підколюючи один одного, доводять справу до сварки, а в іншому випадку вони просто знемагають від нудьги. Одного разу, коли назріває бійка і Волтер уже починає ганятися за Денні, той ховається в кухонний ліфт, а Волтер опускає його в темний, моторошний і лячний похмурий підвал. Там брати знаходять стару настільну гру під назвою «Затура». Денні не вдається вмовити брата пограти разом з ним, і він починає грати один. Втім, зробивши перший хід, Денні починає підозрювати, що це не проста гра. Його фішка — космічний корабель, починає рухатися сам по собі, а коли потрапляє у відкритий космос, перед Денні вискакує картка-попередження: «Метеоритний дощ. Маневруйте, щоб вийти із зони ураження». І тут же на будинок зовні валиться град розжарених метеоритів. Виглянувши через дірку в стелі, Денні й Волтер з жахом виявляють, що їх будинок летить в космосі. Дуже скоро Денні й Волтер здогадуються, що повернутися додому вони можуть тільки за однієї умови — якщо пройдуть гру «Затура» до кінця. Інакше вони залишаться вічними полоненими всесвіту. Однак на шляху додому їх чекає багато перешкод. Так, випадково, вони занурюють сестру Лізу в кріонічний сон і не знають, як її розморозити, потім рятуються від шестиногого робота (схибленого через несправності), далі виручають з біди Астронавта і, нарешті, відбиваються від хижих ящіркоподібних зоргонів. Завдяки порадам і допомозі Астронавта Денні й Волтер вчаться долати свої дрібні розбіжності; вони вже розуміють, що тільки разом можуть подолати ті перешкоди, які заважають їм повернутися додому. Втім, усі їхні зусилля можуть виявитися марними — якщо вони не зможуть вибратися з гравітаційної воронки, в яку їх затягує темна планета Затура.

## У ролях
| Актор          | Роль              |
| -------------- | ----------------- |
| Джона Бобо     | Денні             |
| Джош Гатчерсон | Волтер            |
| Декс Шепард    | астронавт         |
| Крістен Стюарт | Ліза              |
| Тім Роббінс    | батько            |
| Френк Оз       | робот (озвучення) |
| Дерек Мірс     | лідер Зоргонів    |